# João Klauss de Mello
João Klauss de Mello ou simplesmente  Klauss, (Criciúma, 1 de março de 1997) é um futebolista brasileiro que atua como atacante. Atualmente joga pelo St. Louis City SC.

## Carreira

### Categorias de Base
Iniciou nos juvenis do Internacional de Porto Alegre, no qual foi vendido ao Juventude, onde ficou até 2012.
Futuramente, o atleta integraria o sub-15 do Grêmio, e ficaria com o tricolor até o sub-19. Em 2016, integrou o São José por empréstimo até o fim do ano. Em 2017, João deixou o Imortal em definitivo para rumar à Europa.

### Hoffenheim
Após passagens por Grêmio e São José, Klauss é contratado pelo Hoffenheim II, no qual joga uma temporada e meia.
Klauss viu no TSG a oportunidade para conseguir crescer profissionalmente. Alguns jogadores como Carlos Eduardo, Luiz Gustavo e Roberto Firmino haviam conseguido brilhar em solo alemão jogando pela mesma equipe que o contratou, e ele acreditava que poderia ser mais um desses brasileiros a conquistar um espaço na equipe.
Pouco antes de deixar o Brasil, João entrou em contato com Carlos Eduardo. O atleta brasileiro falou muito bem do clube e o incentivou a assinar com o Hoffenheim. Carlos já havia ficado na equipe entre 2007 e 2010. Lá, conseguiu chegar na marca de 90 jogos.
Em sua chegada ao clube alemão, Klauss disse em entrevista:
| “                           | Conheci o TSG pela TV porque assisti muito à Bundesliga no Brasil e o clube é muito conhecido aqui graças ao Roberto Firmino. Quando você recebe imediatamente uma oferta do Carlos Eduardo, que é meu grande amigo. Ele elogiou o Hoffenheim. Não hesitei nem por um segundo e soube imediatamente que era uma oportunidade pela qual vinha trabalhando há anos. | ” |
| — João, sobre o Hoffenheim. | |   |

João atuou com a equipe secundária do time e conseguiu marcar 6 gols. Isso foi o suficiente para que ele pudesse atrair interesse de alguma outra equipe do Velho Continente. Klauss seria emprestado várias vezes durante sua passagem pelo Hoffenheim, contudo, isso não era empecilho para o atleta, já que ele usava do seu compatriota Joelinton como inspiração para seguir evoluindo em seus períodos de empréstimo:
| “                       | “[...] Joelinton foi muita inspiração para mim. Ele mostrou como os jogadores emprestadores se desenvolvem e qual a importância que eles podem desempenhar no TSG após o retorno. Isso significa que tem função de evolução. Ele abriu as portas para outros jogadores emprestados. | ” |
| — João sobre Joelinton. | |   |

### Helsinki (Empréstimo)

#### 2018

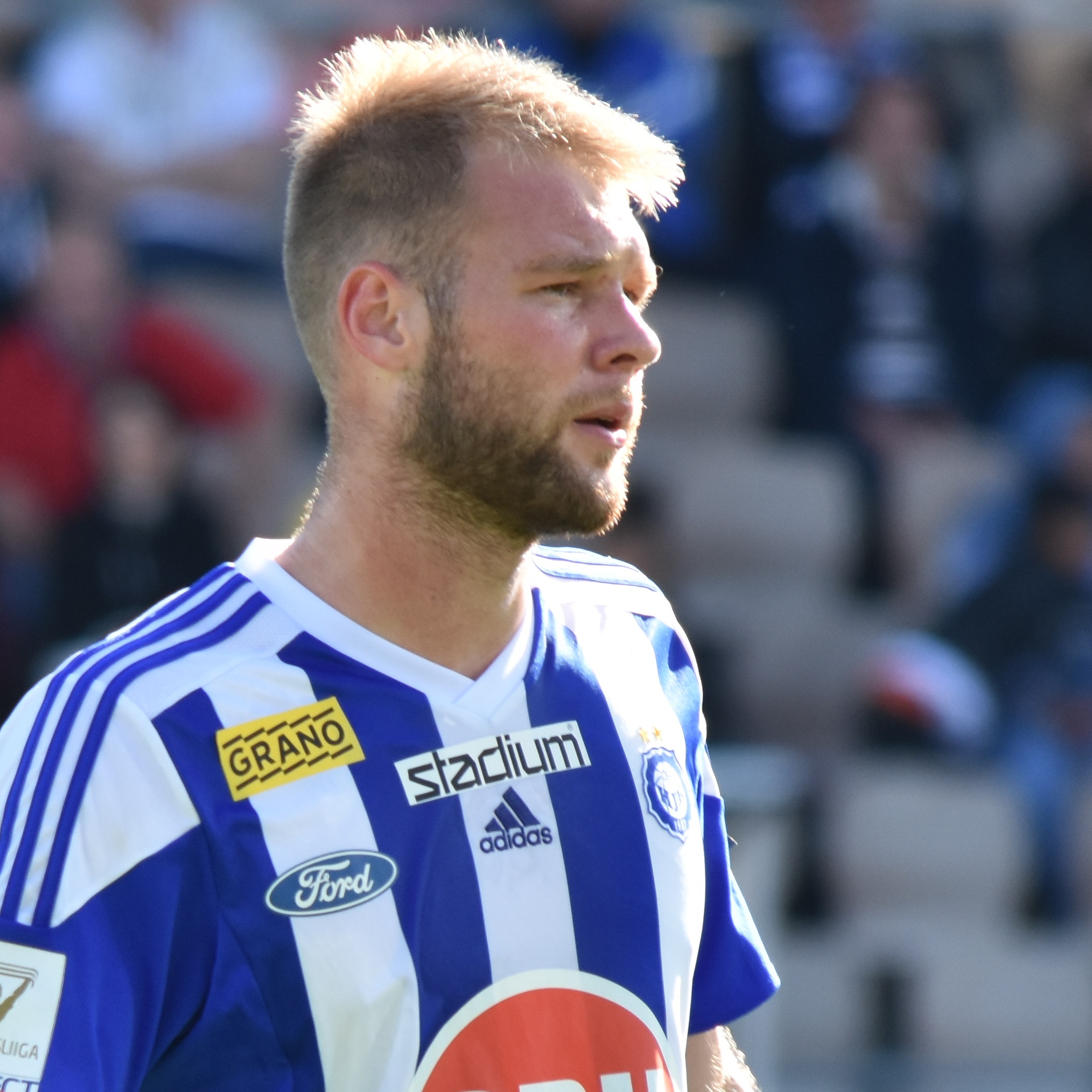
João Klauss em 2018.

É emprestado ao HJK Helsinki em 2018. No clube da Finlândia, o brasileiro obteve muito destaque. Ainda que tenha sido sua primeira temporada jogando contra os profissionais, o atleta foi peça fundamental no título do Campeonato Finlandês, já que conseguiu aplicar 21 gols durante sua passagem.
Seus principais momentos com a camisa do clube europeu ocorreram durante os meses de maio e junho, pois João conseguiu aplicar 10 gols em 11 jogos sendo 8 gols consecutivos em 5 partidas.
Tantos gols fizeram com que João tivesse sido o artilheiro do Campeonato. Era a primeira vez desde 2011 que um jogador havia marcado mais de 20 gols. Klauss igualou o recorde de jogador brasileiro que havia feito mais gols em uma temporada de Veikkausliiga. Antes dele, apenas Luiz Antônio, em 1992, tinha balançado as redes no mesmo número de vezes.[carece de fontes?]
Essa temporada foi também coroada com João vencendo alguns dos principais prêmios individuais cedidos pela Associação de Futebol da Finlândia. Além do prêmio de artilheiro, ele foi condecorado com Jogador Estrela,  juntamente com Borjas Martin, Estreante do Ano, Atacante do Ano e o Melhor Jogador do Ano.
Apesar do título de Liga, o jogador não conseguiu repetir mais nenhum título na temporada, pois a equipe perdera a final da Copa da Finlândia diante o FC Inter. Klauss debutou nos play-offs da Liga dos Campeões da UEFA, onde marcou um gol contra o Víkingur, mas a equipe foi eliminada pelo BATE Borisov na rodada seguinte. Pela Liga Europa da UEFA, também nos play-offs, o jogador amargou mais uma eliminação, mas dessa vez sem balançar as redes.
João ponderou sobre sua passagem na Finlândia anos depois:
| “                               | Essa foi uma experiência importante. Percebi que o meu estilo de jogo também funciona na Europa e desenvolvi-o ainda mais. À medida que vou coletando e me premiando com informações, a tensão é confiante. | ” |
| — João, sobre seu tempo no HJK. | |   |

Após temporada exímia, João deixou o time após ter marcado 24 gols em 42 jogos.

### LASK (empréstimo)

#### 2018–19

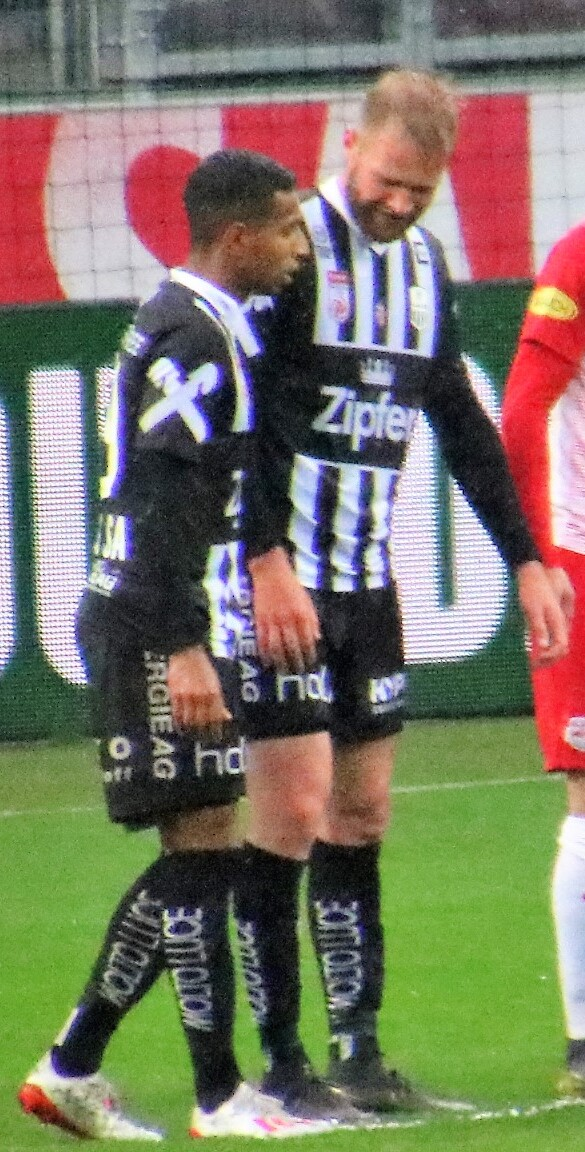
Klauss pelo LASK em 2019.

Após seu destaque na Finlândia, o jogador foi novamente emprestado, agora no ano de 2019. Dessa vez o destino foi o LASK Linz, da Áustria.
Sua chegada ao LASK teve como principal objetivo melhorar o seu aprendizado de alemão e conseguir conquistar algum espaço, futuramente, na equipe que detinha seus direitos:
| “                                     | Queria dar o próximo passo a um nível superior e melhorar o meu alemão porque sempre tive na cabeça que o meu grande objetivo era jogar pelo TSG na Bundesliga. [...] Foi um ótimo momento. Joguei contra oponentes de ponta e joguei internacionalmente. Foi uma etapa importante no meu desenvolvimento. | ” |
| — João, sobre sua passagem pelo LASK. | |   |

No time, o atleta não conseguiu desempenhar o mesmo bom futebol da temporada anterior. Em 16 jogos, ele marcara apenas 4 gols, 3 deles na Bundesliga Austríaca. O grande destaque de Klauss naquela temporada foi quando ele aplicou um doblete diante o Austria Viena em um empate por 2 a 2.

#### 2019–20
Como seu empréstimo foi de um ano e meio, o jogador permaneceu no clube austríaco na temporada seguinte.
Jogando a temporada completa, ainda que ela tenha sido brevemente interrompida por conta da Pandemia de Covid-19, Klauss teve seu grande destaque em solo austríaco. Pela Bundesliga, o brasileiro marcou 12 tentos, tornando-se o artilheiro da equipe naquela competição.
Na 27ª rodada, João foi assunto quando conseguiu aplicar um gol de bicicleta diante o Sturm Graz na goleada de sua equipe por 4 a 0. Pouco tempo antes, na 21ª rodada, o brasileiro já havia tido outro bom momento na Bundesliga, já que marcara seu primeiro hat-trick da carreira. Em comemoração, ele ajoelhou-se e fez um gesto anti-racista.
| “                                                                | Fico muito feliz por tudo que vem acontecendo na minha vida. Venho fazendo uma temporada boa, fiz grandes jogos na Liga dos Campeões, na fase de classificação, e, agora, na Liga Europa, e também um bom Campeonato Austríaco. São bons números, e me deixa muito feliz saber que outros clubes estão olhando e procurando saber informações. Isso acaba não chegando para mim, mas às vezes aparece o interesse de alguns clubes e isso é uma valorização do meu trabalho. É bom saber que estou no caminho certo e que venho fazendo uma temporada muito boa. | ” |
| — João Klauss, ao GE, sobre sua temporada artilheira na Áustria. | |   |

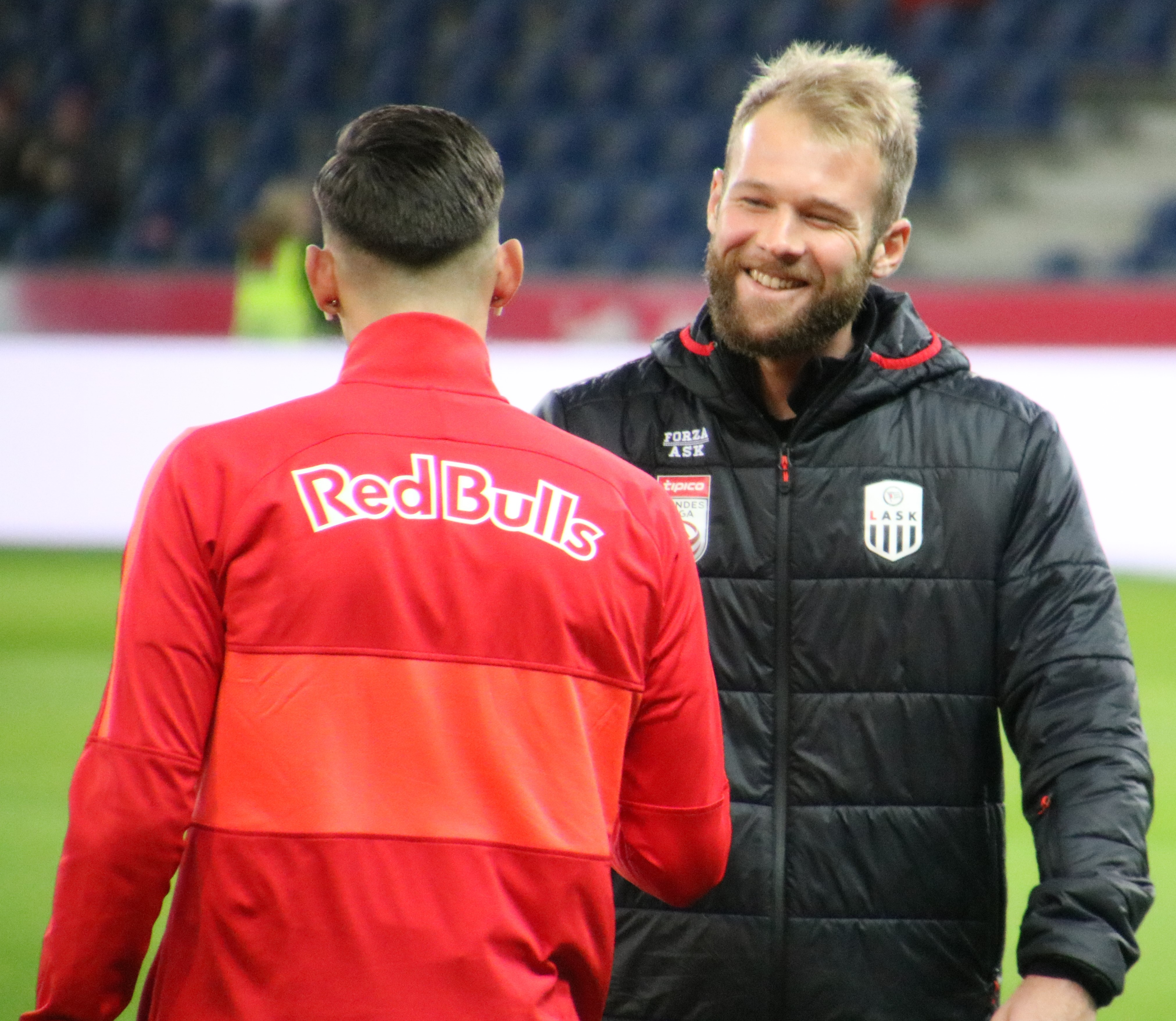
João e Dominik Szoboszlai em 2020.

Pelos Play-offs da Liga dos Campeões da UEFA, o jogador fizera 2 gols em 4 partidas. Entretanto, não pôde ajudar o seu time a garantir vaga na Fase de Grupos. Porém, pôde estar com a equipe nessa mesma Fase na Liga Europa da UEFA.
Durante essa competição, o LASK surpreendeu ao conseguir passar em primeiro lugar no seu grupo. Klauss conseguiu aplicar três gols nesses primeiros 6 jogos, sendo um incrível doblete na 4ª rodada contra o PSV.
| “                               | É uma sensação incrível passar para as oitavas de final da Liga Europa. Em um grupo que tinha PSV, Sporting e Rosenborg e era muito disputado, conseguimos ganhar jogos dos três. Foi um sentimento incrível para a gente e de dever cumprido. Fizemos uma grande primeira fase, mostramos o nosso potencial e a força do nosso time. Todo mundo que vai jogar contra nós sabe que temos uma identidade e um padrão de jogo muito bom para fazer grandes jogos. | ” |
| — Klauss sobre a Europa League. | |   |

Na sequência da competição, a equipe passou pelos 16 avos, mas amargou uma eliminação diante o Manchester United por 5 a 0 nas oitavas de final. Com essa eliminação, jogador não conseguiu conquistar títulos na temporada.

### Hoffenheim (retorno)

#### 2020–21
Pela primeira vez desde que chegou à Alemanha, o brasileiro pôde, finalmente, estrear pela equipe principal do Hoffenheim. Seu debut ocorreu contra o Werder Bremen na 5ª rodada da Bundesliga. Apesar disso, João nunca conseguiu passar de 33 minutos em campo. Ele jogou pela última vez, no Campeonato Alemão, na 8ª rodada, contra o Stuttgart.
Somente na Liga Europa da UEFA o jogador conseguiu atuar por 90 minutos. Na competição, todavia, o brasileiro não marcou nenhum gol na campanha que o clube alemão terminou em primeiro colocado no seu grupo.[carece de fontes?]
Após apenas 10 jogos, sem receber tantas oportunidades em competições nacionais, João decide deixar o Hoffenheim, novamente por empréstimo, para conseguir fazer mais jogos por outra equipe europeia.

### Standard Liège (empréstimo)
Após curto retorno ao futebol alemão, Klauss é emprestado ao Standard de Liège até 30 de junho de 2022. AO mesmo tempo, o contrato do brasileiro com o TSG foi prorrogado até o verão de 2024.
No clube belga, João estreou na 20ª rodada do Campeonato. Seu primeiro gol com a equipe ocorreu dois jogos depois, diante o Royal Charleroi Sporting Club.
No restante da temporada, Klauss não conseguiu alcançar nenhum título. O mais perto que conseguiu disso foi quando o seu clube amargou o vice-campeonato da Copa da Bélgica contra o KRC Genk. Apesar disso, o jogador conseguiu números modestos, já que fizera 6 gols em 24 partidas.

#### 2021–22
Em seu segundo ano, João não conseguiu se firmar mais na equipe. Seus números foram baixos fazendo somente 23 jogos e 3 gols durante toda a temporada. O jogador deixou, em definitivo, a equipe após 47 jogos, 9 gols, 10 assistências e nenhum título ganho.

### St. Truiden (empréstimo)
Após seu período curto durante a temporada 2021–22 com o Standard Liège, João mudou-se novamente de equipe por empréstimo. Ele assinou com o St. Truiden, também da Bélgica, por um curto período e ficou lá por apenas 8 partidas, onde chegou a marcar 2 gols, sendo o último deles contra o seu ex-clube na última rodada do Campeonato Belga.

### St. Louis City

#### 2022
Em 3 de março de 2022, o St. Louis City Soccer Club anunciou a compra de João após pagar ao clube alemão, detentor de seus direitos econômicos, 3 milhões de dólares por um contrato de 3 anos e meio. Na ocasião, Klauss chegou na equipe como o primeiro Jogador Designado da história do clube.
Naquele ano, o jogador de 25 anos fizera apenas jogos com a Equipe B, onde marcou 4 gols nas 4 partidas que disputara.

#### 2023
Em sua primeira temporada, com o time principal, nos Estados Unidos, o brasileiro destacou-se demasiadamente sendo a principal peça ofensiva do clube norte-americano. Em 19 partidas, ele havia balançado a rede 10 vezes e ajudou a equipe a liderar a Conferência Oeste. Seu desempenho, no entanto, não ajudou o clube a vencer a MLS e nem a Conferência, pois perderam na primeira rodada de play-offs.
Apesar do sonho do título ter sido interrompido, o jogador desempenhou um futebol exemplar. Seus números individuais fizeram com que o atleta conquistasse a atenção dos torcedores de tal modo que ele havia sido o segundo jogador que mais vendera camisas no Campeonato no ano de 2023, ficando atrás somente do craque argentino Lionel Messi.

#### 2024
João começou a nova temporada amargando uma eliminação nos play-offs da Copa dos Campeões da CONCACAF de 2024. Pela MLS, o jogador marcou seu primeiro gol na 5ª partida após converter uma penalidade.
O decorrer da temporada foi irregular para o atacante brasileiro. O jogador fizera cinco gols nas primeiras 21 partidas do Campeonato, e lesionou-se no joelho, em junho de 2024, em um treinamento. Desse modo, perdeu diversas partidas, incluindo todos os jogos da Leagues Cup – onde a equipe foi eliminada nas oitavas de final para o América do México.
Ao fim da modesta temporada o St. Louis sequer obteve vaga para disputar o título de sua Conferência, já que foi a terceira equipe que menos pontuou dentre as 14 equipes do Costa Oeste dos Estados Unidos. João concluiu 2024 com 29 partidas e cinco gols marcados – todos na MLS.

## Vida Pessoal
Ele possui ascendência da Alemanha e da Itália vindo, respectivamente, de seu pai e de sua mãe. Por conta disso, o jogador possui um passaporte italiano.

## Títulos

#### HJK
- Campeonato Finlandês: 2018

### Prêmios Individuais

#### HJK[carecede fontes?]
- Jogador do Mês do Campeonato Finlandês: Agosto de 2018, Setembro de 2018
- Artilheiro Campeonato Finlandês: 2018 (21 gols)
- Melhor Jogador do Campeonato Finlandês: 2018
- Estreante do Ano do Campeonato Finlandês: 2018
- Melhor Atacante do Campeonato Finlandês: 2018
- Jogador Estrela do Campeonato Finlandês: 2018 (29 estrelas)

#### St. Louis
- Gol da Rodada (MLS): 5ª Rodada de 2023[carece de fontes?]
- Equipe da Rodada (MLS): 5 vezes em 2023,[carece de fontes?] 3 vezes em 2024[carece de fontes?]